# 허니서클 윅스

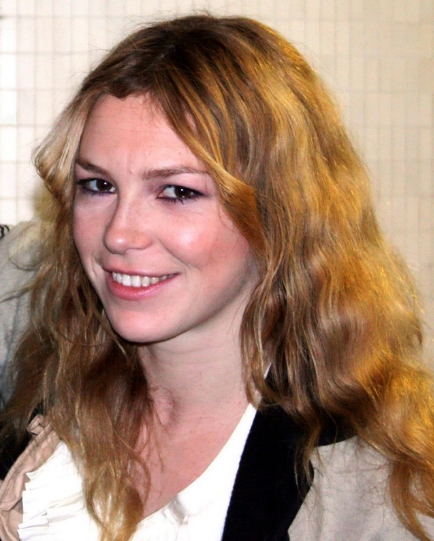

허니서클 윅스(Honeysuckle Weeks, 1979년 8월 1일 ~ )는 영국의 배우, 연극 배우, 영화배우이다.
카디프에서 태어났다.

## 방송
- 포일의 전쟁 시즌8
- 포일의 전쟁 시즌7
- 포일의 전쟁 시즌6
- 포일의 전쟁 시즌5
- 포일의 전쟁 시즌4

## 영화
- 포일스 워 시즌8 (2013년)
- 더 위커 트리 (2010년)
- 포일의 전쟁 (2002년)
- 톰과 제시카 (2001년)
- 더 빌 (1984년)